# Référendum sud-ossète de 2011
Le référendum sud-ossète de 2011 s'est tenu en Ossétie du Sud le 13 novembre 2011. Le référendum était originellement prévu pour le 11 septembre 2011, mais le 12 août, la décision est prise de le reporter afin qu'il coïncide avec l'élection présidentielle.
Le référendum a pour question : « Approuvez-vous que l'ossète et le russe soient les deux seules langues officielles en Ossétie du Sud ? ».
Auparavant, la première section de la quatrième partie de la constitution établissait l'ossète comme langue officielle en Ossétie du Sud, alors que la deuxième section précise que le russe (avec l'ossète, et quelquefois le géorgien) est la langue officielle du gouvernement.
Le « oui » l'emporte par 83,54 % des voix avec une participation de 67,05 %.

## Résultats
| Choix                           | Votes  | %     |
| ------------------------------- | ------ | ----- |
| Pour                            | 19 797 | 83,54 |
| Contre                          | 3 902  | 16,46 |
| Votes blancs et invalides       | 38     | –     |
| Total                           | 24 404 | 100   |
| Inscrits/Participation          | -      | 67,05 |
| Source: Démocratie Directe (de) |        |       |